# Victor Sappey
Pour les articles homonymes, voir Sappey.
Pierre-Victor Sappey né le 11 février 1801 à Grenoble et mort dans la même ville le 23 mars 1856 est un sculpteur français.

## Biographie

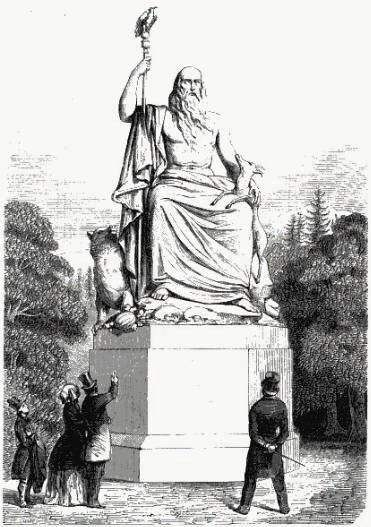
Le Génie des Alpes à Uriage (œuvre disparue), gravure parue dans L'Illustration du 15 décembre 1849.

Son père était tailleur de pierres. Victor Sappey travaille dans l'atelier de Nicolas Raggi à Paris en 1824. Il part pour deux ans en Égypte avec son ami Jean Achard et un groupe de saint-simoniens.
Il est professeur à l'École des beaux-arts de Grenoble, avant d'en devenir le directeur.
Il est l'un des premiers utilisateurs du ciment comme matériau de sculpture, qu'il emploie pour la statue du Génie des Alpes à Uriage, réalisée en ciment prompt naturel. 
Ami de Théodore Ravanat, Sappey est proche des membres de l'école dauphinoise de peinture qu'il fréquentait à Proveysieux, mais aussi d'Henri Fantin-Latour. Il est le beau-père du sculpteur grenoblois Aimé Charles Irvoy (1824-1898).
Sappey est inhumé à Grenoble au cimetière Saint-Roch, sous une colonne de pierre. À ses côtés est inhumée son épouse Anne Virginie, née Riondel.

## Œuvres dans les collections publiques
- Chambéry : Fontaine de Boigne, dite aussi Fontaine des éléphants, ou Fontaine des quatre sans cul, 1838[4].
- Grenoble :
  - cimetière Saint-Roch : sépulture Recoura[5], 1855 (le groupe sculpté représente les trois enfants Recoura, Henriette, Antonin et Étienne, priant sur le cercueil de leur mère) ; tombeau du général Marchand, 1851 (bas-relief : une Victoire ailée y couronne le buste du général) ; tombeau de l'architecte Joseph-Marie Vagnat[6] (allégorie de l'Architecture, en femme drapée à l'antique tenant d'une main un compas et de l'autre un parchemin) ; tombeau de son propre père[7], tailleur de pierres : Victor Sappey y a sculpté en trompe-l'œil les instruments de travail du défunt — marteau et ciseau — et son tablier de cuir.
  - place Grenette : ornements en bronze de la Fontaine aux amours et aux dauphins, dite aussi château d'eau La Valette, 1824[8]. L'ornementation en est constituée de quatre dauphins (symboles du Dauphiné) chevauchés par des angelots.
  - place de la Cymaise : Fontaine du Serpent et du Lion, inaugurée le 18 novembre 1843. Réalisée en pierre de Sassenage et bronze. Le lion, allégorie de la puissance publique, y maîtrise le serpent dont les ondulations représentent l'Isère, rivière dont les crues étaient alors redoutées.
- Uriage :
  - Fontaine d'Hygie, dite aussi Fontaine de la nymphe, 1847.
  - Le Génie des Alpes, 1849, statue en ciment. Le musée dauphinois conserve la maquette de cette œuvre aujourd'hui détruite.
- Valence : Monument au général Championnet, 1848, statue en bronze[9].

Œuvres de Victor Sappey
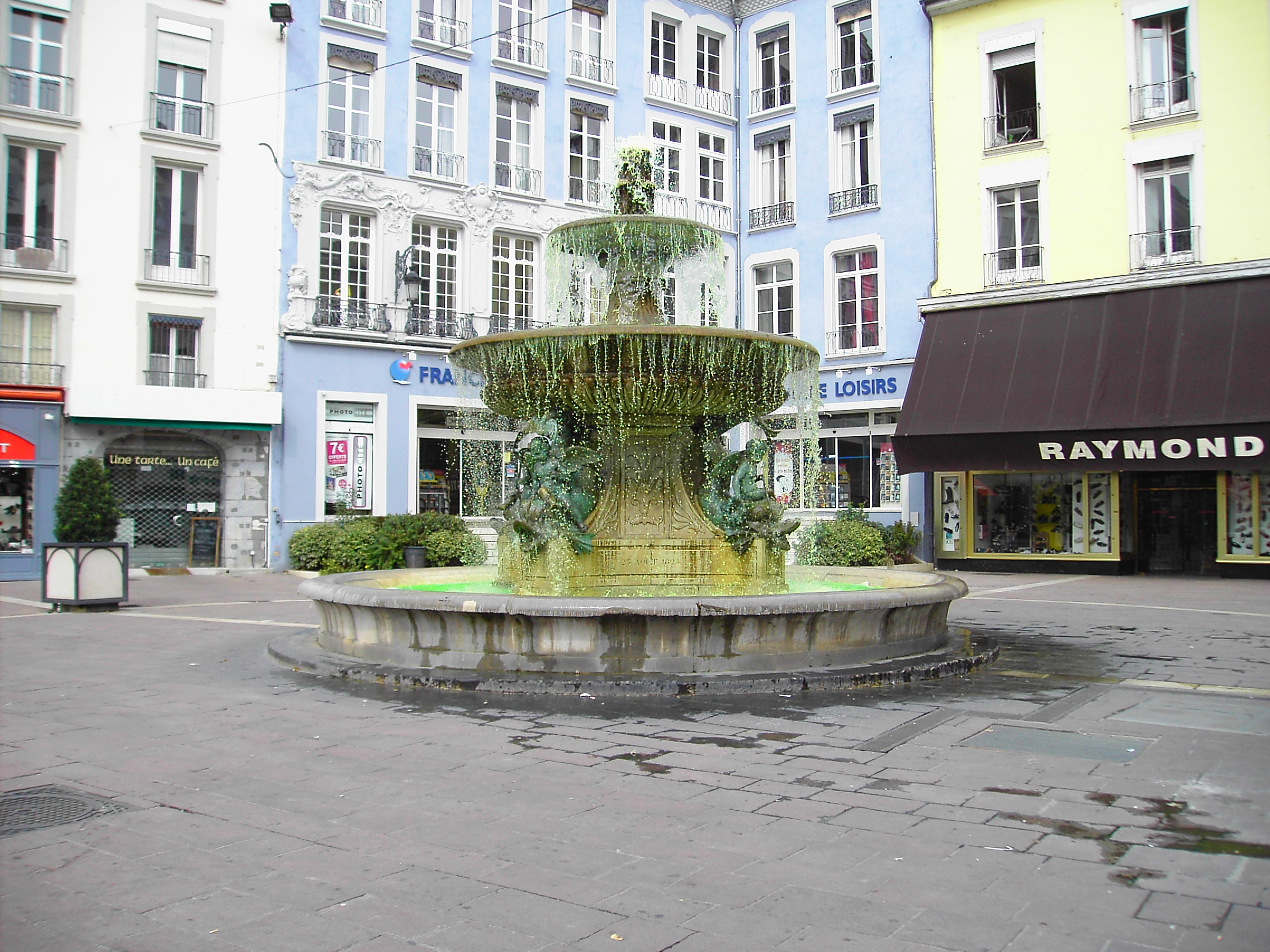
Fontaine aux amours et aux dauphins (1824), Grenoble, place Grenette.
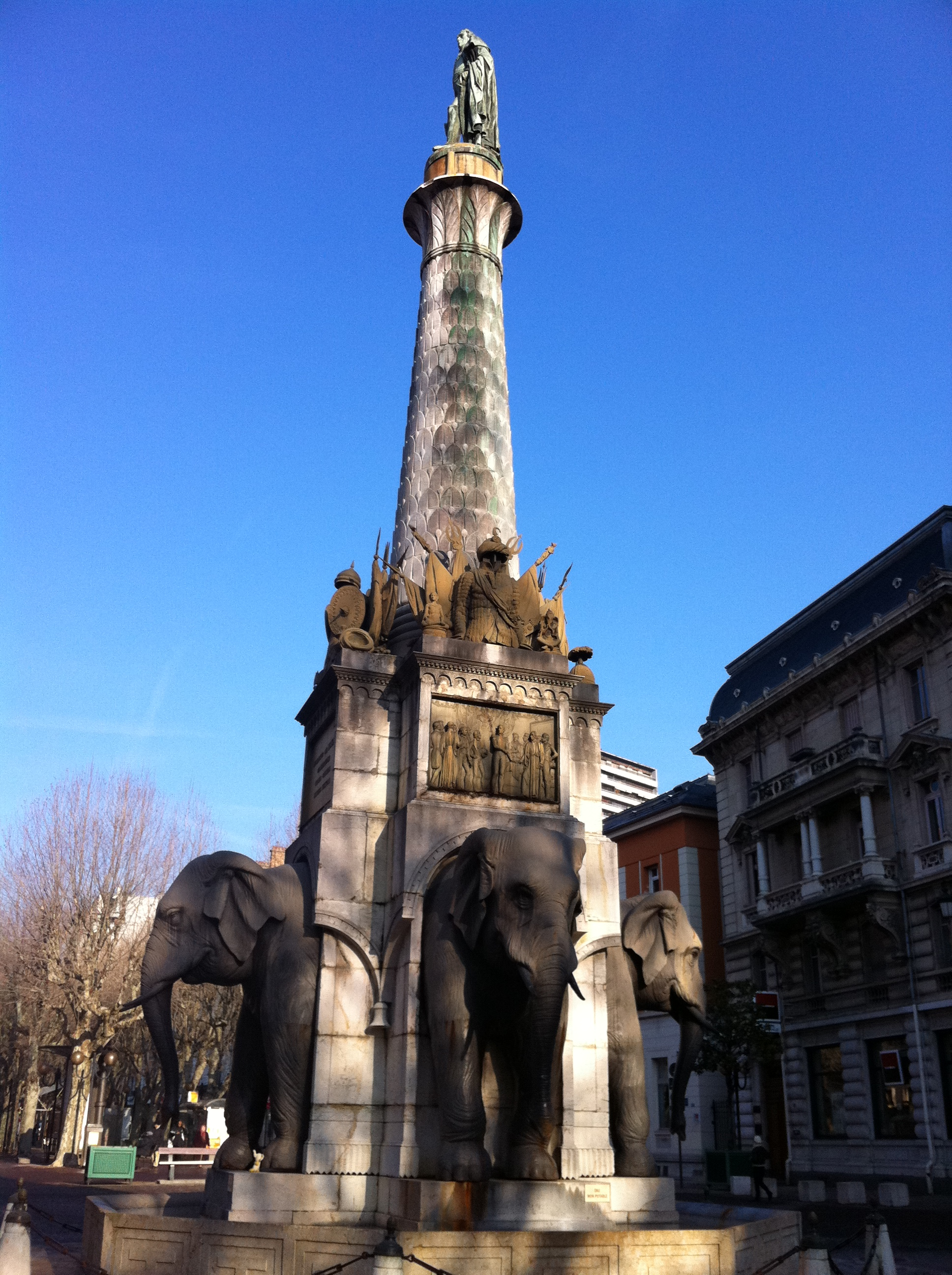
Fontaine de Boigne, dite aussi Fontaine des éléphants (1838), Chambéry.
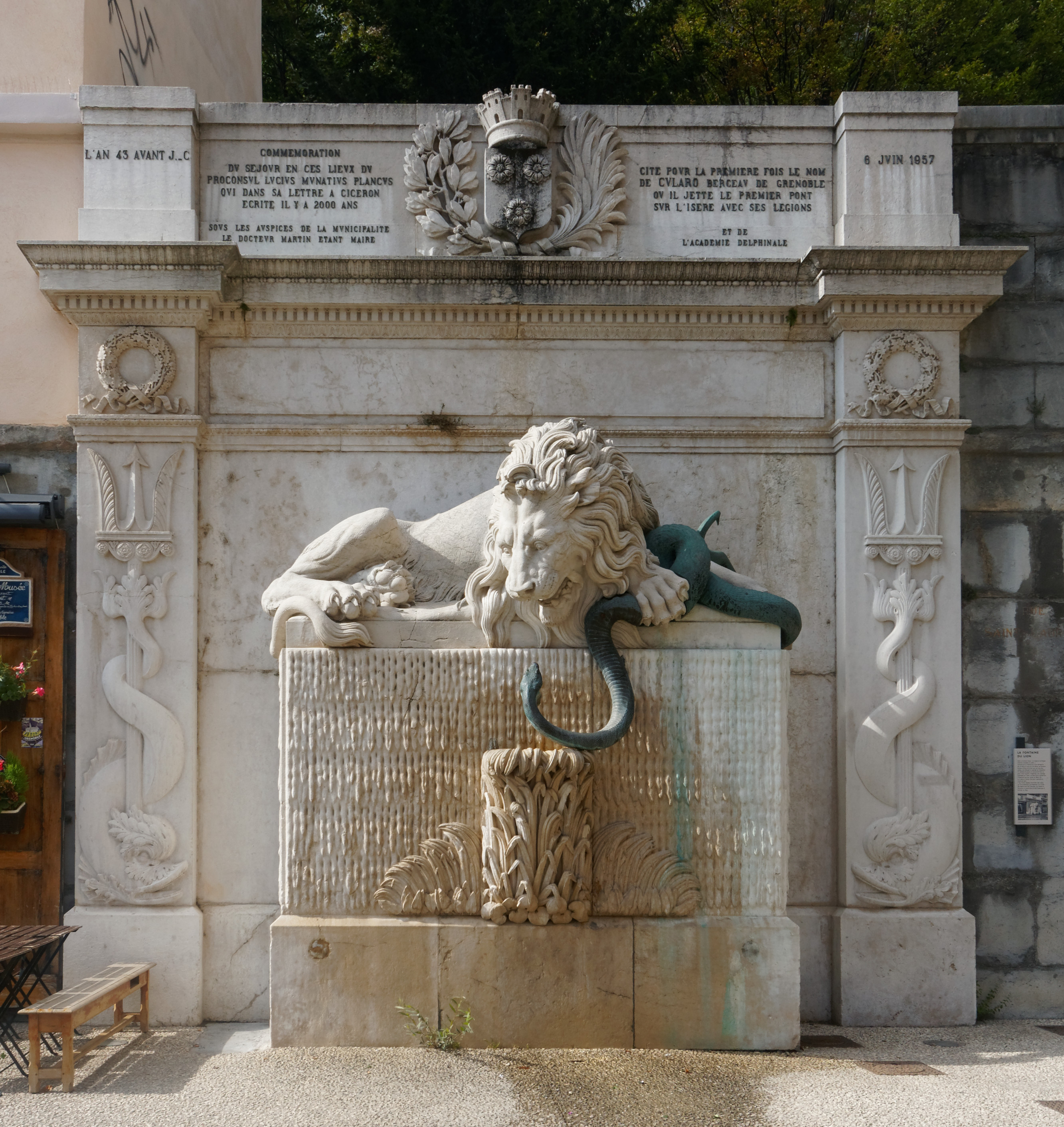
Fontaine du lion (1843), Grenoble, rue Saint-Laurent.
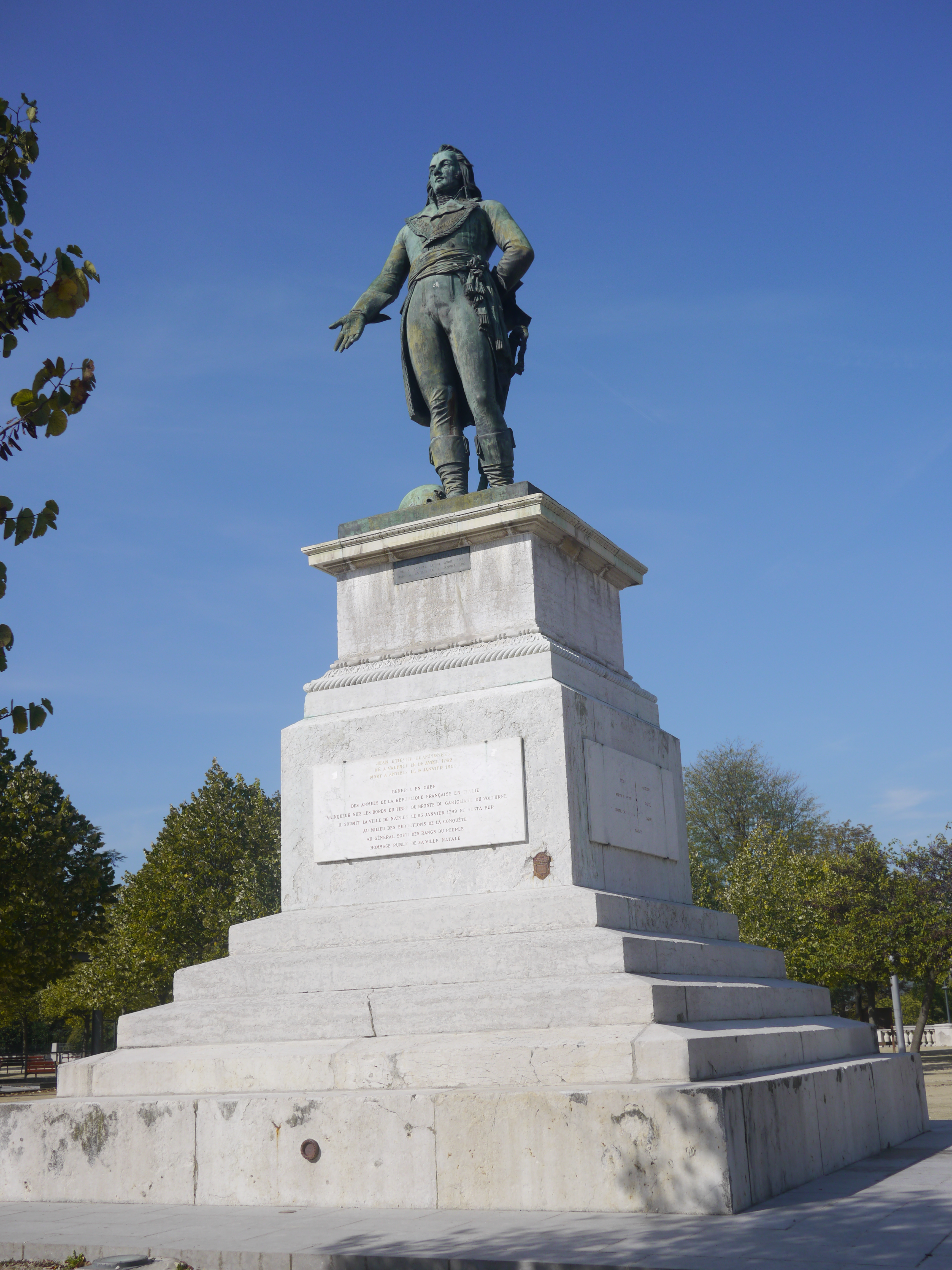
Monument au général Championnet (1848), Valence.